# Virgil Mărdărescu
Virgil Mărdărescu (ur. 15 lipca 1921 w Bukareszcie – zm. 11 czerwca 2003 w Aliso Viejo) – rumuński trener piłkarski, były selekcjoner reprezentacji Maroka.

## Kariera klubowa
W latach 1947–1950 Mărdărescu był piłkarzem klubu Flacăra Bukareszt.

## Kariera trenerska
Po zakończeniu kariery piłkarskiej Mărdărescu został trenerem. Prowadził takie kluby z Rumunii jak: Dinamo Braszów (1955-1956), Dinamo Kluż (1957-1958), Universitatea Kluż (1958-1959), Jiul Petroszany (1959), Stiinta Krajowa (1960-1961), Gloria Bystrzyca (1961-1962), Dinamo Bacău (1962-1963), Argeș Pitești (1963-1965), Farul Konstanca (1965-1968) i Politehnica Jassy (1970-1973). W 1980 roku prowadził amerykański klub New York United.
W latach 1974–1978 Mărdărescu był selekcjonerem reprezentacji Maroka. W 1976 prowadził ją w Pucharze Narodów Afryki 1976 i doprowadził ją do mistrzostwa Afryki. Z kolei w 1978 roku odpadł z Marokiem w fazie grupowej Pucharu Narodów Afryki 1978.